# Блестянка двуточечная
Блестянка двуточечная, или трупоедка двуточечная (лат. Nitidula bipunctata)  — вид жуков-блестянок. 

## Описание
Длина тела взрослых насекомых (имаго) 3—5 мм. Тело со спинной стороны чёрный c рыжим пятном за серединой каждого из надкрылий, в редких случаях пятно отсутствует.